# 河合出版
株式会社河合出版（かわいしゅっぱん、英: Kawai Publishing）は、大学受験用の学習参考書や過去問題集などを出版する日本の出版社である。
大手予備校の河合塾傘下。

## 概要
河合塾傘下の出版社であることから、河合塾に関わる多くの書籍の発行をしている。
特に、同社から出版されている大学入試センター試験(大学入学共通テスト)の過去問題集である過去問レビューと全統マーク模試の過去問等が掲載されたマーク式総合問題集(通称「黒本」)と特定大入試オープンの過去問題集である入試攻略問題集(通称「紫本」)は、教学社の「赤本」、駿台文庫の「青本」、代々木ライブラリー(日本入試センター)の「白本」、ナガセ(東進ブックス)またはZ会の「緑本」と並びよく知られている。
かつては駿台文庫から出る参考書のような学術書に近い書籍(「理系 化学精説」,「日本史精説」など)も多く出版されていたが、2010年代ではその様な内容の本は「理論物理への道標」や「医学部進学のための特別講座　医学・医療概説」程度に留まっている。

## 主な出版物(学参・問題集)
出典：

### 英語

#### 英単語・英熟語帳
- 英単語 2001 - 瓜生豊, 篠田重晃, 玉置全人ほか 著
- 入試英単語の王道2000+50
- 医学部入試の英単語
- ユニット英単語2200 - 瓜生豊ほか 著
- 英熟語 Always 1001

#### 参考書・問題集
- 英語入試問題解法の王道１　会話問題のストラテジー - 島田浩史, 米山達郎ほか 著
- 英語入試問題解法の王道２　英作文のストラテジー - 島田浩史, 福崎伍郎, 米山達郎ほか 著
- 入試精選問題集(速読のプラチカ,精読のプラチカ)
- 土曜日に差がつくシリーズ
- やっておきたい英語長文(300,500,700,1000)
- 英語整序問題精選600
- リスニングの素

### 数学
- 理系数学の良問プラチカⅠ・A・Ⅱ・B・C - 大石隆司 著
- 理系数学の良問プラチカⅢ・C
- 文系数学の良問プラチカⅠ・A・Ⅱ・B・C(ベクトル) - 烏山昌純 著
- やさしい理系数学 - 三ツ矢和弘 著
- ハイレベル理系数学 -  三ツ矢和弘 著
- プレックス 数学重要公式・定理集(理系版,文系版)
- 文系の数学 重要事項完全習得編/実践力向上編

### 国語

#### 現代文
- 入試現代文と格闘する  - 牧野剛ほか 著
- 入試現代文へのアクセスシリーズ - 菊川智子(一部)ほか 著
- はじめての入試現代文シリーズ - 木村哲也 著

#### 古文・漢文
- 春つぐる 頻出古文単語480
- ステップアップノートシリーズ

### 理科
- らくらくマスター(物理, 化学, 生物)

#### 物理
- 物理のエッセンス(力学・波動, 熱・電磁気・原子) - 浜島清利 著
- 良問の風 - 浜島清利 著
- 名問の森(力学・熱・波動Ⅰ, 波動Ⅱ・電磁気・原子) - 浜島清利 著
- 物理教室
- 理論物理への道標(上, 下) - 杉山忠男 著

#### 化学
- プラグマティック化学 - 大東孝司 著

#### 生物
- 生物用語の完全制覇

#### 地学
- くわしくてわかりやすい地学基礎問題集 - 真子千里 著

### 社会

#### 日本史
- “考える”日本史論述―「覚える」から「理解する」へ - 石川晶康ほか 著
- 早稲田大 日本史 - 石川晶康ほか 著
- 慶應大 日本史 - 石川晶康ほか 著
- 関関同立大 日本史

#### 世界史
- 判る！解ける！書ける！　世界史論述
- 早稲田大 世界史
- 慶應大 世界史
- 関関同立大 世界史

#### 地理
- 納得できる地理論述
- 分野別、難易度つき センター地理Ｂ

#### 公民
- 過去問まえの基礎固め(現代社会,「倫理, 政治・経済」)

#### 小論文
- 医学部進学のための特別講座　医学・医療概説

### マーク式基礎問題集
- 英語(不要文選択・発言の趣旨, 文法・語法(基礎, 応用), 語句整序, 図表問題, 長文内容把握(基礎, 応用))
- 数学(Ⅰ・Ａ, Ⅱ・Ｂ, 試験場であわてないセンター数学Ⅰ・Ａ, 試験場であわてないセンター数学Ⅱ・Ｂ)
- 国語(現代文,古文,漢文)
- 理科①(物理基礎, 化学基礎, 生物基礎, 地学基礎)
- 理科②(物理, 化学(理論・無機, 有機))
- 地歴(日本史Ｂ(文化史, 正誤問題), 世界史Ｂ(空欄補充, 正誤問題), 地理Ｂ)
- 公民(現代社会, 倫理, 政治・経済)

## 出版物(過去問題集)
出典：

### マーク式総合問題集(黒本)
- 英語
- 数学(Ⅰ・Ａ, Ⅱ・Ｂ)
- 国語
- 理科①(物理基礎, 化学基礎, 生物基礎, 地学基礎, 「化学基礎, 生物基礎」, 「生物基礎, 地学基礎」)
- 理科②(物理, 化学, 生物)
- 地歴(日本史Ｂ, 世界史Ｂ, 地理Ｂ)
- 公民(現代社会, 倫理, 政治・経済, 「倫理, 政治・経済」)

### 入試攻略問題集(紫本)
- 東京大学入試攻略問題集(英語, 数学, 国語, 理科, 地歴)
- 京都大学入試攻略問題集(英語, 数学, 国語, 理科, 地歴)
- 名古屋大学入試攻略問題集(英語, 数学)
- 広島大学入試攻略問題集(英語, 数学)
- 九州大学入試攻略問題集(英語, 数学)

### 過去問レビュー
- 大学入試センター試験過去問レビュー
  - 英語(筆記・リスニング)
  - 数学(Ⅰ・Ａ・Ⅱ・Ｂ)
  - 国語
  - 理科(物理基礎・物理, 化学基礎・化学, 生物基礎・生物, 地学基礎・地学)
  - 地歴・公民(日本史Ｂ, 世界史Ｂ, 地理Ｂ, 現代社会, 倫理, 政治・経済, 「倫理, 政治・経済」)
- 英検過去問レビュー(準2級, 3級)

## 出版物(その他)
出典：
- 歴史能力検定全級問題集
- センター試験対策問題パック - 愛称は「桃パック」
- 共通テスト K-パック - 高等学校専売品。かつては「センター試験 K-パック」と言う名称だった。